# Campo de Diocleciano
O Campo de Diocleciano foi um castro (complexo militar romano) construído na antiga cidade de Palmira durante o reinado do imperador romano Diocleciano, no final do século III, que foi a base da I Legião dos Ilírios ( Legio I Illyricorum).

## História
Durante a crise do século III, Palmira declarou-se independente e formou o fugaz Império de Palmira, esmagado por Aureliano, que em 272 tomou a cidade. Esta foi saqueada e arrasada no ano seguinte pelos romanos, depois de uma rebelião fracassada.
A cidade foi depois novamente fortificada com muralhas rodeando uma área muito inferior à anterior. Palmira perdeu grande parte da sua importância que tinha tido centro de comércio semi-independente, tornando-se em vez disso um entreposto militar estratégico e praticamente desaparecendo da documentação histórica, à exceção de uma menção no Notitia Dignitatum, uma lista de cargos oficiais romanos do final do século IV, onde é listada meramente como a base da Legio I Illyricorum.

## Descrição
Na área atualmente conhecida como Campo de Diocleciano existia uma conjunto de edifícios que ocupavam cerca de quatro hectares num recinto situado no extremo ocidental da cidade, no fim da Grande Colunata, numa colina separada da cidade propriamente dita por um muro. No complexo havia duas ruas centrais, com colunatas, a via pretória e a via principal, que se cruzavam na perpendicular num tetrápilo. A via pretória ia desde a Porta Pretoriana até ao cimo da colina, onde se situava o quartel-general (princípia). Na parte mais alta do recinto do princípia situava-se o chamado "templo dos estandartes", onde é provável que fossem guardados os estandartes da legião.
O complexo pode também ter incluído alojamentos para os soldados, embora não seja claro se as forças militares romanas em Palmira estivessem ali aquarteladas; é possível que estivessem alojadas na cidade, funcionando o campo somente como quartel-general da legião. Na área do campo situava-se o anteriormente já existente Templo de Allat. No geral, a planta do campo é similar ao seu contemporâneo em Luxor, no Egito, e também tem algumas semelhanças com o palácio em Antioquia e Palácio de Diocleciano, em Split  (Croácia), um sinal de como a arquitetura romana tinha assumido um caráter muito militarizado no ambiente instável do final do século III.
O campo foi construído entre 293 e 305. Não é claro se o termo castra (geralmente traduzido como castro, campo ou acampamento), se referia exclusivamente ao que atualmente se designa como "Campo de Diocleciano". O muro que separava os edifícios militares das áreas urbanas civis em Palmira era claramente apenas simbólico e o movimento entre o campo e o resto da cidade deve ter sido relativamente livre. É possível que toda a cidade fosse considerada um castro, no sentido lato de lugar fortificado, e não apenas a área muito mais pequena do campo.

## Escavações
O local foi escavado por uma equipa de arqueólogos polacos da Universidade de Varsóvia liderada por Kazimierz Michałowski. Durante os trabalhos foram desenterradas várias estruturas que se acredita serem salas de guardas, escadarias e entradas laterais para o recinto. Também se concluiu que a colunata da via pretória é um vestígio de estruturas mais antigas e provavelmente é anterior à construção do campo, que incluía um bairro residencial e artefatos funerários que datam do século I Foram igualmente descobertos vestígios do período bizantino, que incluem uma moeda e joias.